# Fundación Cariplo
La Fundación Cariplo es una fundación sin ánimo de lucro con sede en Milán, Italia. Fue creada en diciembre de 1991, cuando se aprobó la ley Amato, ley n.º 218, de 30 de julio de 1990, que entró en vigor unos meses antes. En virtud de esta ley, las cajas de ahorros fueron obligadas a separarse en dos organizaciones distintas. Por una parte, una fundación sin ánimo de lucro y, por otra, una banca comercial. La Cassa di Risparmio delle Provincie Lombarde, comúnmente conocida como Cariplo, se dividió en la Fondazione Cariplo y Cariplo SpA, el banco. Más adelante, el banco Cariplo se fusionó con Ambroveneto en 1998. A 31 de diciembre de 2014, la organización tenía un capital social de €6,889,487,562.

## Propiedades
A finales del año 2000, la fundación poseía el  9.87% de las acciones de Banca Intesa (su propiedad cayó desde un 18.55% antes de la fusión de Intesa con la Banca Commerciale Italiana), así como el 2.77% de las acciones de Sanpaolo IMI. El 31 de diciembre de 2006, el día antes de la fusión de Intesa Sanpaolo, la fundación era el segundo mayor accionista de Intesa después de Crédit Agricole.
Después de la fusión, la Fundación Cariplo cayó del 5% de las acciones de la compañía, pasando a disponer del 4,68% de las acciones de Intesa Sanpaolo (a 31 de diciembre de 2007). Sin embargo, el aumento de tercer accionista más grande a 31 de diciembre de 2014, después Compagnia di San Paolo (9.506%) y BlackRock (que actuó como gestor de fondos de su cliente, 4.897%). Los otros tres principales accionistas con más del 2% fueron Ente Cassa di Risparmio di Firenze 3.248%, la Fondazione Cassa di Risparmio di Padova e Rovigo (4.162%), así como Norges Bank 2.032%.

## Otras inversiones
La Fondazione Cariplo fue el mayor accionista (37.65%) de la Quaestio Holding, empresa matriz de la Quaestio Capital Management SGR, que era un fondo de capital inversión italiano de administrador privado. A su vez, la Fondazione Cariplo fue uno de los clientes del administrador, como el propietario de las unidades de QUAMVIS S. C. A., SICAV-FIS - FUND ONE.

## Galería de arte
La Fundación Cariplo cuenta con una importante colección de arte.
|                                                                       |
| La Veduta di piazza del Duomo in Milano (1828), de Giovanni Migliara. |

|                                                |
| Pietro Ronzoni (1825), por Giovanni Carnovali. |